# Conservatorio de Música del Estado de México
El Conservatorio de Música del Estado de México (COMEM) es una institución de educación musical que se encuentra en la ciudad de Toluca. El conservatorio fue fundado en 1991.

## Historia
El conservatorio fue fundado en 1991, teniendo como sede distintos edificios de la capital mexiquense como el de la Centenaria y Benemérita Escuela Normal para Profesores, el Centro Regional de Cultura de Toluca y el Centro Escolar Justo Sierra. La matrícula inicial fue de 110 personas.
El 10 de septiembre de 2019 fueron inauguradas las instalaciones del conservatorio dentro del Centro Cultural Mexiquense. En 2019 contaba con 346 egresados de nivel superior y 1 033 de nivel medio superior, un total de 1 379.
De 1991 a 2018 el conservatorio fue dirigido por Laszlo Frater Hartig. Desde 2018 el director es Luis Manuel García Peña.

## Oferta académica
El conservatorio imparte licenciaturas de violín, viola, violonchelo, contrabajo, flauta, oboe, clarinete, fagot, corno francés, trompeta, trombón, percusiones, piano, guitarra y canto, jazz, composición musical, educación musical y laudería. Cuenta con un bachillerato con especialización musical.

## Instalaciones
El conservatorio cuenta con las siguientes instalaciones:
- Aulas
- Auditorio «Silvestre Revueltas»
- Cubículos
- Sala de usos múltiples
- Bodega de instrumentos
- Biblioteca
- Fonoteca
- Cafetería
- Sala de la Compañía de Danza estatal